# Éliminatoires du Championnat d'Europe de football 2004, groupe 8
Cet article donne le calendrier, les résultats des matches ainsi que le classement du groupe 8 des éliminatoires de l'Euro 2004.

## Classement
| Rang | Équipe   | Pts | J | G | N | P | Bp | Bc | Diff |  | Résultats (▼ dom., ► ext.) |     |     |     |     |     |
| ---- | -------- | --- | - | - | - | - | -- | -- | ---- |  | -------------------------- | --- | --- | --- | --- | --- |
| 1    | Bulgarie | 17  | 8 | 5 | 2 | 1 | 13 | 4  | +9   |  | Bulgarie                   |     | 2-0 | 2-2 | 2-0 | 2-1 |
| 2    | Croatie  | 16  | 8 | 5 | 1 | 2 | 12 | 4  | +8   |  | Croatie                    | 1-0 |     | 4-0 | 0-0 | 2-0 |
| 3    | Belgique | 16  | 8 | 5 | 1 | 2 | 11 | 9  | +2   |  | Belgique                   | 0-2 | 2-1 |     | 2-0 | 3-0 |
| 4    | Estonie  | 8   | 8 | 2 | 2 | 4 | 4  | 6  | -2   |  | Estonie                    | 0-0 | 0-1 | 0-1 |     | 2-0 |
| 5    | Andorre  | 0   | 8 | 0 | 0 | 8 | 1  | 18 | -17  |  | Andorre                    | 0-3 | 0-3 | 0-1 | 0-2 |     |

## Résultats et calendrier
| 7 septembre 2002 | Belgique | 0 - 2 | Bulgarie                  | Stade Roi Baudouin, Bruxelles                |                                              |
|                  |          |       | 17e Janković · 63e Petrov | Spectateurs : 30 950 Arbitrage : Terje Hauge | Spectateurs : 30 950 Arbitrage : Terje Hauge |

| 7 septembre 2002 | Croatie | 0 - 0 | Estonie | Stade Gradski vrt, Osijek                             |
|                  |         |       |         | Spectateurs : 10 766 Arbitrage : Juan Fernández Marín |

| 12 octobre 2002 | Andorre | 0 - 1 | Belgique  | Estadi Comunal, Aixovall                         |                                                  |
|                 |         |       | 61e Sonck | Spectateurs : 1 100 Arbitrage : Karen Nalbandyan | Spectateurs : 1 100 Arbitrage : Karen Nalbandyan |

| 12 octobre 2002 | Bulgarie                  | 2 - 0 | Croatie | Stade national Vassil-Levski, Sofia           |                                               |
|                 | Petrov 22e · Berbatov 37e |       |         | Spectateurs : 37 500 Arbitrage : Anders Frisk | Spectateurs : 37 500 Arbitrage : Anders Frisk |

| 16 octobre 2002 | Bulgarie                   | 2 - 1 | Andorre  | Stade national Vassil-Levski, Sofia            |                                                |
|                 | Chilikov 37e · Balakov 58e |       | 80e Lima | Spectateurs : 25 500 Arbitrage : Ceri Richards | Spectateurs : 25 500 Arbitrage : Ceri Richards |

| 16 octobre 2002 | Estonie | 0 - 1 | Belgique | A. Le Coq Arena, Talinn                    |                                            |
|                 |         |       | 2e Sonck | Spectateurs : 3 900 Arbitrage : Mike Riley | Spectateurs : 3 900 Arbitrage : Mike Riley |

| 29 mars 2003 | Croatie                                   | 4 - 0 | Belgique | Stade Maksimir, Zagreb                          |                                                 |
|              | Srna 9e · Pršo 55e · Marić 70e · Leko 76e |       |          | Spectateurs : 18 117 Arbitrage : Herbert Fandel | Spectateurs : 18 117 Arbitrage : Herbert Fandel |

| 2 avril 2003 | Croatie               | 2 - 0 | Andorre | Stade Varteks, Varaždin                        |                                                |
|              | Rapaić 10e (pen.) 43e |       |         | Spectateurs : 8 290 Arbitrage : Marian Salomir | Spectateurs : 8 290 Arbitrage : Marian Salomir |

| 2 avril 2003 | Estonie | 0 - 0 | Bulgarie | A. Le Coq Arena, Talinn                       |
|              |         |       |          | Spectateurs : 2 500 Arbitrage : Konrad Plautz |

| 30 avril 2003 | Andorre | 0 - 2 | Estonie          | Estadi Comunal, Aixovall                |                                         |
|               |         |       | 26e 74e Zelinski | Spectateurs : 850 Arbitrage : Ali Aydin | Spectateurs : 850 Arbitrage : Ali Aydin |

| 7 juin 2003 | Bulgarie                          | 2 - 2 | Belgique                       | Stade national Vassil-Levski, Sofia                |                                                    |
|             | Berbatov 52e · Todorov 71e (pen.) |       | 30e (csc) Petrov · 55e Clement | Spectateurs : 42 099 Arbitrage : Pierluigi Collina | Spectateurs : 42 099 Arbitrage : Pierluigi Collina |

| 7 juin 2003 | Estonie                 | 2 - 0 | Andorre | A. Le Coq Arena, Talinn                      |                                              |
|             | Allas 22e · Viikmäe 31e |       |         | Spectateurs : 2 700 Arbitrage : Attila Juhos | Spectateurs : 2 700 Arbitrage : Attila Juhos |

| 11 juin 2003 | Belgique                  | 3 - 0 | Andorre | Stade Jules Otten, Gand                         |                                                 |
|              | Goor 21e (69) · Sonck 45e |       |         | Spectateurs : 11 747 Arbitrage : Sergei Shmolik | Spectateurs : 11 747 Arbitrage : Sergei Shmolik |

| 11 juin 2003 | Estonie | 0 - 1 | Croatie   | A. Le Coq Arena, Talinn                     |                                             |
|              |         |       | 76e Kovač | Spectateurs : 6 100 Arbitrage : Alain Hamer | Spectateurs : 6 100 Arbitrage : Alain Hamer |

| 6 septembre 2003 | Andorre | 0 - 3 | Croatie                           | Estadi Comunal, Aixovall                    |                                             |
|                  |         |       | 4e Kovač · 16e Šimunić · 71e Roso | Spectateurs : 800 Arbitrage : Miroslav Liba | Spectateurs : 800 Arbitrage : Miroslav Liba |

| 6 septembre 2003 | Bulgarie                  | 2 - 0 | Estonie | Stade national Vassil-Levski, Sofia               |                                                   |
|                  | Petrov 16e · Berbatov 66e |       |         | Spectateurs : 25 128 Arbitrage : Franz-Xaver Wack | Spectateurs : 25 128 Arbitrage : Franz-Xaver Wack |

| 10 septembre 2003 | Andorre | 0 - 3 | Bulgarie                       | Estadi Comunal, Aixovall                      |                                               |
|                   |         |       | 11e 24e Berbatov · 58e Hristov | Spectateurs : 450 Arbitrage : Tomasz Mikulski | Spectateurs : 450 Arbitrage : Tomasz Mikulski |

| 10 septembre 2003 | Belgique      | 2 - 1 | Croatie   | Stade Roi Baudouin, Bruxelles                |                                              |
|                   | Sonck 35e 43e |       | 37e Šimić | Spectateurs : 35 682 Arbitrage : Graham Poll | Spectateurs : 35 682 Arbitrage : Graham Poll |

| 11 octobre 2003 | Belgique                       | 2 - 0 | Estonie | Stade Maurice Dufrasne, Liège                    |                                                  |
|                 | Piiroja 41e (csc) · Buffel 60e |       |         | Spectateurs : 22 408 Arbitrage : Massimo Busacca | Spectateurs : 22 408 Arbitrage : Massimo Busacca |

| 11 octobre 2003 | Croatie  | 1 - 0 | Bulgarie | Stade Maksimir, Zagreb                            |                                                   |
|                 | Olić 48e |       |          | Spectateurs : 31 363 Arbitrage : Gilles Veissière | Spectateurs : 31 363 Arbitrage : Gilles Veissière |